# Johannes Stetter
Johannes Stetter (* 1. Februar 1885 in Wain; † 10. November 1963 in Stuttgart) war ein deutscher Politiker und Gewerkschafter.

## Leben
Nach dem Besuch der Volksschule in Wain machte Stetter von 1899 bis 1902 eine Schreinerlehre in Schwendi. Im Anschluss an seine Gesellenwanderung durch Baden und die Schweiz trat er im Jahre 1903 der SPD und der Schreinergewerkschaft bei. Im Ersten Weltkrieg war er Soldat in Flandern und in Frankreich. Im Jahre 1917 schloss er sich der USPD an und wurde 1918 deren hauptamtlicher Parteisekretär. Am 4. November 1918 gehörte er zum Vorstand des illegalen Stuttgarter Arbeiterrats und wurde am 7. November 1918 zusammen mit weiteren Räten verhaftet. Vom 10. November 1918 bis zum 12. Juli 1919 war Stetter in verschiedenen Ausschüssen der Arbeiterräte Württembergs aktiv. Im April 1919 war er württembergischer Delegierter auf dem zweiten Reichsrätekongress in Berlin. Im Juni 1920 zog er als Abgeordneter für die USPD in den württembergischen Landtag ein, dem er bis zum Ende der Legislaturperiode im Mai 1924 angehörte. Im Dezember 1920 wechselte er von der USDP zur KPD und wurde deren Stuttgarter Parteisekretär. Im Jahre 1923 übernahm er die Funktion des Politischen Leiters (Polleiter) der KPD in Württemberg. Wegen staatsfeindlicher Umtriebe wurde Stetter zu Anfang des Jahres 1924 verhaftet, jedoch im Mai 1924 wegen seiner Wahl in den Reichstag aus der Haft entlassen. Er gehörte dem Reichstag bis zur Neuwahl im Dezember 1924 an. Von Juni bis Oktober 1925 befand sich Stetter erneut in Haft. Wegen innerparteilicher Konflikte erfolgte 1926 sein Ausschluss aus der KPD und er trat nun wieder der SPD bei. Seine Veröffentlichung über den „KP-Sumpf“ schwächte die personelle und organisatorische Struktur der Kommunisten in Württemberg. Noch bis zum Jahre 1928 war Stetter als Schreiner in Stuttgart tätig, ehe er von 1928 bis 1933 Sekretär des Verbands der Gemeinde- und Staatsarbeiter in Königsberg wurde. Im April 1933 wurde Stetter verhaftet und zog nach seiner Freilassung im September 1933 nach Stuttgart zurück. Dort war er von 1934 bis 1938 erneut Schreiner, danach bis 1945 Arbeiter in einer Fabrik in Stuttgart-Wangen. 1945 trat er wieder in die SPD ein und beteiligte sich am Wiederaufbau der Gewerkschaften. Von 1946 bis 1959 gehörte er dem Gemeinderat der Stadt Stuttgart an.
Seine Brüder David Stetter und Georg Stetter waren ebenfalls Gewerkschafter und Politiker.

## Werke
- Der kommunistische Sumpf. Mein Ausschluss aus der KPD. Stuttgart (1927)
- Aus dem Leben eines Proletariers. Manuskript 1961